# Rose Murphy (zangeres)
Rose Murphy (Xenia (Ohio), 7 mei 1913 - New York, 16 november 1989) was een Amerikaanse rhythm and blues- en jazzzangeres en pianiste.

## Biografie
Murphy werd wel "the chee chee girl“ genoemd, naar de uitroep 'chee chee“ in veel van haar songs. Ze begon haar loopbaan eind jaren 30 als 'pauzepianist' voor musici als Count Basie. Ze werd eind jaren 40 in de V.S. en Engeland als zangeres bekend, dankzij haar eigen stijl en het nummer "I Can't Give You Anything but Love" dat ze in 1947 opnam voor Majestic Records. Ze had een hoge stem en als ze zong gebruikte elementen van scat, gegiechel en percussieve klankeffecten. In haar bekendste nummer, "Busy Line“ maakt ze het "brrp, brrrp“-geluid van een telefoon. In 1990 werd een versie van het nummer door British Telecom gebruikt in een tv-spotje. Het grote succes van de jingle leidde ertoe, dat RCA Rose Murphy's opname van het nummer opnieuw uitbracht. In de film The Artist (2012) is de door haar gezongen versie van Pennies from Heaven een deel van de soundtrack.
Van de jaren 50 tot de jaren 80 trad Murphy in bekende New Yorkse nachtclubs op, zoals in Cookery, Michael’s Pub en in Upstairs at the Downstairs. Ze werd hier meestal begeleid door Slam Stewart of Morris Edwards. Daarnaast werkte ze in Londen en toerde ze op het vasteland. Tijdens een verblijf in Hollywood, waar ze optrad in Roosevelts Cinegrill in juni 1989, werd ze ziek en keerde ze terug naar New York. Ze overleed aldaar in november.

## Discografie
- No Cha-Cha-Cha, But Chi-Chi (Verve Records, 1957) met Major Holley, Jack Marshall
- Jazz, Joy and Happiness (United Artists)
- Rose Murphy (Audiophile, 1981)